# Valley of the Shadows
Valley of the Shadows на Ориджин Ънноун (1993) повлиява много за развитието на drum & bass сцената. Проточеният много известен семпъл long dark tunnel, взет от документален филм на BBC за преживявания 'извън тялото' е често използван от други ди-джеи. Заглавието вероятно е вдъхновено от Псалм 23 на Библията.